# 6 (број)
6 (шест) је број, нумерал и име глифа који представља тај број. То је природни број који следи после броја 5, а претходи броју 7.
СИ префикс за 106 мега (М), а за 10-6 микро (μ), а за
10006 екса (Е), а за 1000-6 ато (а).

## У математици
Број 6 је сложени број, чији су делиоци 1, 2 и 3. Пошто је број истовремено једнак збиру и производу делилаца, он је савршен број.

### Хемија
- Атомски број хемијског елемента угљеника је 6.

## Остало
По старом Римском календару шести месец се звао секстилис. После Јулијанске реформе је шести месец постао јун, а секстилис је постао август.